# Джон Хюстън
Джон Хюстън (на английски: John Huston) е американски филмов режисьор, сценарист и актьор, роден през 1906 година, починал през 1987 година. 

## Биография
Хюстън пише сценариите за повечето от 37-те филма, които режисира, много от които се превръщат в класически произведения в историята на киноизкуството: Малтийският сокол (1941), Съкровището на Сиера Мадре (1948), Кей Ларго (1948), Африканската кралица (1951), Непригодните (1960) и др. В произведенията му блестят имената на изпълнители като Хъмфри Богарт, Лорен Бакол, Катрин Хепбърн, Мерилин Монро, Кларк Гейбъл, Шон Конъри и др.
В дългогодишната си кариера той получава 15 номинации за награда „Оскар“ в различни категории, спечелвайки две от тях. Хюстън е син и респективно баща на известните холивудски артисти Уолтър Хюстън и Анжелика Хюстън, като и двамата печелят „Оскар“ за изпълненията си във филми под неговата режисура.
Статуя на Джон Хюстън, изобразен седнал на режисьорския си стол, е поставена в мексиканския курортен град Пуерто Валярта.

## Филмография

### Частична режисьорска филмография
| Година | Филм                                    | Оригинално заглавие                  | Бележки                           |
| ------ | --------------------------------------- | ------------------------------------ | --------------------------------- |
| 1941   | Малтийският сокол                       | The Maltese Falcon                   |                                   |
| 1948   | Съкровището на Сиера Мадре              | The Treasure of the Sierra Madre     | Награди „Оскар“ и „Златен глобус“ |
| 1948   | Кей Ларго                               | Key Largo                            |                                   |
| 1950   | Асфалтовата джунгла                     | The Asphalt Jungle                   |                                   |
| 1951   | Африканската кралица                    | The African Queen                    |                                   |
| 1960   | Непростената                            | The Unforgiven                       |                                   |
| 1961   | Непригодните                            | The Misfits                          |                                   |
| 1963   | Фройд                                   | Freud                                |                                   |
| 1966   | Библията                                | The Bible: In the Beginning...       |                                   |
| 1972   | Животът и времената на съдията Рой Бийн | The Life and Times of Judge Roy Bean | Играе ролята на Гризли Адамс      |
| 1975   | Човекът, който искаше да бъде крал      | The Man Who Would Be King            |                                   |
| 1981   | Бягство към победата                    | Escape to Victory                    |                                   |
| 1985   | Честта на фамилията Прици               | Prizzi's Honor                       | Награда „Златен глобус“           |